# Бібліотека університету Осло

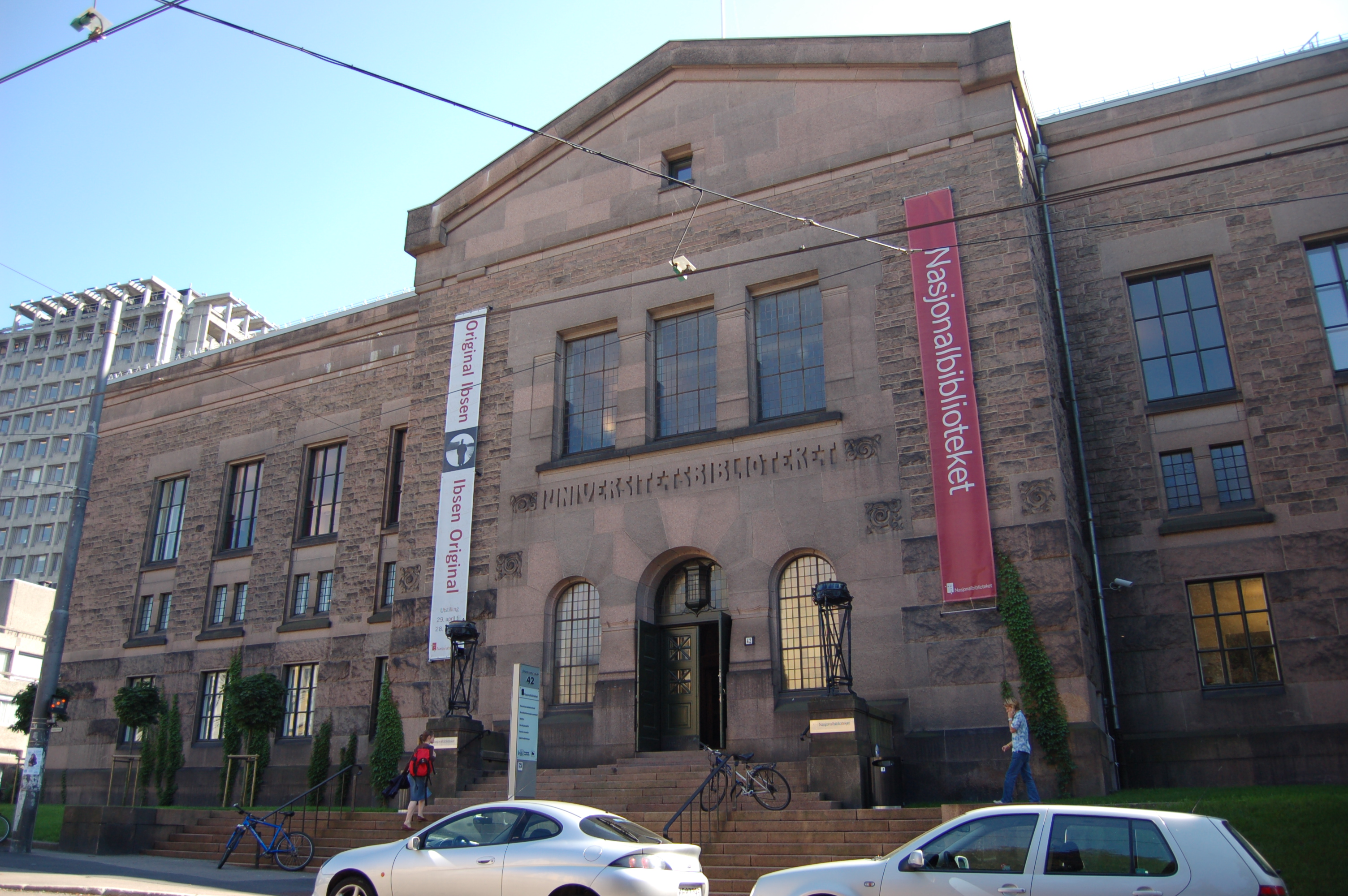
Колишнє приміщення бібліотеки з 1913 до 1998 року, сьогодні тут розташована Національна бібліотека Норвегії

Бібліотека університету Осло (норв. Universitetsbiblioteket i Oslo, UBO) — головна наукова бібліотека в структурі університету Осло.

## Історія
Бібліотека була заснована разом з університетом у 1811 році. Першим директором бібліотеки був Георг Свердруп. Довгий час відігравала роль національної бібліотеки. Розташована в старому кампусі університету.
У 1913 році було завершено будівництво бібліотечного корпусу Henrik Ibsens gate. З 1876 до 1922 року директором бібліотеки був Аксель Дролсум.
1989 року було засновано національну бібліотеку, яка лише в 1998 році перебрала на себе традиційні функції національної бібліотеки. Того ж 1998 року університетська бібліотека переїхала у нове приміщення — Дім Георга Сведрупа, що розташований у новому кампусі.

## Структурні підрозділи
- Бібліотека медицини і наук про здоров'я
- Бібліотека гуманітарних і суспільних наук
- Бібліотека права
- Бібліотека математики і природничих наук